# Standardologie
Standardologie ist eine Disziplin innerhalb der Sprachwissenschaft, die sich mit der Natur von Standardsprachen und -varietäten sowie mit der Geschichte ihrer Entstehung befasst.
Die Standardologie ist im weiteren Sinne der Soziolinguistik sowie in ihrem diachronischen Aspekt der historischen Sprachwissenschaft zuzuordnen.
Der Terminus Standardologie wurde 1972 von dem kroatischen Romanisten Žarko Muljačić in dem kroatischen Aufsatz „Genetische, typologische und standardologische Kriterien bei der Klassifizierung der romanischen Sprachen“ geprägt.
In der Rückschau gibt es die Standardologie als eigenes linguistisches Forschungsfeld aber bereits spätestens seit den Thesen des Prager Linguistenkreises von 1929 und dem 1932 ebenfalls vom Prager Linguistenkreis auf Tschechisch herausgegebenen Band Die tschechische Schriftsprache und die Sprachkultur, der entgegen seinem Titel auch über das Tschechische hinaus die Grundlagen der theoretischen Beschäftigung mit Standardsprachen legte.